# Roncus setosus
Roncus setosus är en spindeldjursart som beskrevs av Juan A. Zaragoza 1982. Roncus setosus ingår i släktet Roncus och familjen helplåtklokrypare. Inga underarter finns listade i Catalogue of Life.